# HD 5583
HD 5583 — одиночная звезда в созвездии Андромеды на расстоянии приблизительно 719 световых лет (около 221 парсек) от Солнца. Видимая звёздная величина звезды — +7,6m. Возраст звезды определён как около 7,4 млрд лет.
Вокруг звезды обращается, как минимум, одна планета.

## Характеристики
HD 5583 — оранжевый гигант спектрального класса K0. Масса — около 1,01 солнечной, радиус — около 9,92 солнечного, светимость — около 49,381 солнечной. Эффективная температура — около 4857 K.

## Планетная система
В 2016 году группой астрономов у звезды обнаружена планета HD 5583 b.